# Альберто Гомес Фернандес
Альберто Гомес Фернандес (ісп. Alberto Gómez Fernández, нар. 27 грудня 1980, Мадрид), відомий як Нагоре (ісп. Nagore) — іспанський футболіст, що грав на позиції правого захисника, зокрема за «Алькоркон».

## Ігрова кар'єра
Народився 27 грудня 1980 року в Мадриді. Вихованець футбольної школи місцевого «Атлетіко».
У дорослому футболі дебютував 1999 року виступами за команду «Райо Вальєкано Б», згодом грав за низку інших нижчолігових команд, а в сезоні 2002/03 22-річний гравець дебютував в іграх третього іспанського дивізіону у складі «Логроньєса».
В подальшому грав на тому ж рівні за «Толедо», «Аліканте», «Жирону» та «Лорка Депортіва».
2009 року перейшов до «Алькоркона», у складі якого у першому ж сезоні здобув підвищення у класі і наступні три з половиною сезони захищав його кольори у Сегунді. На початку 2014 року перейшов до «Леванте», у складі якого дебютував в іграх Ла-Ліги. До завершення сезону 2013/14 взяв участь у чотирьох іграх найвищого іспанського дивізіону, після чого повернувся до «Алькоркона» і продовжив кар'єру на рівні другого дивізіону.
2015 року перейшов до іншого друголігового клубу, «Уески», виступами за який і завершив ігрову кар'єру у 2018.